# Prémio Pessoa
Der Prémio Pessoa (portugiesisch für: Pessoa-Preis) ist eine Auszeichnung in Portugal. Sie ist nach dem Schriftsteller und Denker Fernando Pessoa benannt und zeichnet jedes Jahr eine Person portugiesischer Staatsangehörigkeit aus, die sich durch besondere Leistungen im abgelaufenen Jahr in den Bereichen Kunst, Literatur oder Wissenschaft zum Nutzen der Gesellschaft hervorgetan hat.
Die Wochenzeitung Expresso und die portugiesische Niederlassung des Informatikdienstleisters Unisys gründeten 1987 die Auszeichnung. Seit 2007 ist die Sparkasse Caixa Geral de Depósitos der Sponsor des Preises.

## Jury
Die Veranstalter legen nach eigener Aussage besonderen Wert auf die hochrangige und differenzierte Zusammensetzung der Jury, um die dauerhafte Seriosität und Anerkennung des Preises zu gewährleisten.
Die Jury für die Preisverleihung setzt sich wie folgt zusammen (Stand 2023):
- Francisco Pinto Balsemão (Präsident der Jury)
- Paulo Macedo (Vize-Präsident der Jury)
- Ana Pinho (Präsidentin der Stiftung Fundação de Serralves)
- António Barreto (Soziologe)
- Clara Ferreira Alves (Autorin und Journalistin)
- Diogo Lucena (Ökonom und Manager)
- Eduardo Souto de Moura (Architekt)
- Emílio Rui Vilar (Jurist und Politiker)
- José Luís Porfírio (Museologe und Kunstkritiker)
- Maria Manuel Mota (Biologin und Immunologin)
- Pedro Norton (Medienmanager)
- Rui Magalhães Baião (Informatiker)
- Rui Vieira Nery (Musikologe und Hochschullehrer)
- Viriato Soromenho-Marques (Philosoph und Hochschullehrer)

## Preisträger
| Jahr | Preisträger                             | Tätigkeitsbereich                       |
| ---- | --------------------------------------- | --------------------------------------- |
| 1987 | José Mattoso                            | Mittelalterforscher                     |
| 1988 | António Ramos Rosa                      | Lyriker und Essayist                    |
| 1989 | Maria João Pires                        | Pianistin                               |
| 1990 | Menez                                   | Malerin                                 |
| 1991 | Cláudio Torres                          | Archäologin                             |
| 1992 | Hanna Damásio und António Damásio       | Neurowissenschaftler                    |
| 1993 | Fernando Gil                            | Philosoph                               |
| 1994 | Herberto Helder                         | Dichter                                 |
| 1995 | Vasco Graça Moura                       | Schriftsteller                          |
| 1996 | João Lobo Antunes                       | Neurochirurg                            |
| 1997 | José Cardoso Pires                      | Schriftsteller                          |
| 1998 | Eduardo Souto de Moura                  | Architekt                               |
| 1999 | Manuel Alegre und José Manuel Rodrigues | Schriftsteller, Fotograf                |
| 2000 | Emmanuel Nunes                          | Komponist                               |
| 2001 | João Bénard da Costa                    | Cineast und Filmkritiker                |
| 2002 | Manuel Sobrinho Simões                  | forschender Mediziner                   |
| 2003 | José Gomes Canotilho                    | Verfassungsrechtler                     |
| 2004 | Mário Cláudio                           | Schriftsteller                          |
| 2005 | Luís Miguel Cintra                      | Schauspieler und Theaterregisseur       |
| 2006 | António da Nóbrega de Sousa da Câmara   | Wissenschaftler der Informationstechnik |
| 2007 | Irene Flunser Pimentel                  | Historikerin                            |
| 2008 | João Luís Carrilho da Graça             | Architekt                               |
| 2009 | Manuel Clemente                         | Kardinal                                |
| 2010 | Maria do Carmo Fonseca                  | Molekularmedizinerin                    |
| 2011 | Eduardo Lourenço                        | Denker und Literaturwissenschaftler     |
| 2012 | Richard Zenith                          | Schriftsteller und Übersetzer           |
| 2013 | Maria Manuel Mota                       | Biologin und Molekularforscherin        |
| 2014 | Henrique Leitão                         | Wissenschaftshistoriker                 |
| 2015 | Rui Chafes                              | Bildhauer                               |
| 2016 | Frederico Lourenço                      | Übersetzer und Schriftsteller           |
| 2017 | Manuel Aires Mateus                     | Architekt                               |
| 2018 | Miguel Bastos Araújo                    | Geograph und Klimaforscher              |
| 2019 | Tiago Rodrigues                         | Theaterschauspieler und Intendant       |
| 2020 | Elvira Fortunato                        | Physikerin                              |
| 2021 | Tiago Pitta e Cunha                     | Meeresjurist                            |
| 2022 | João Luís Barreto Guimarães             | Dichter, Übersetzer und Mediziner       |
| 2023 | José Tolentino Calaça de Mendonça       | Kardinal und Dichter                    |
| 2024 | Luís Tinoco                             | Komponist                               |